# دراسمارکت
دراسمارکت (به آلمانی: Draßmarkt) یک شهر بازاری و شهرستان اتریش در اتریش است که در Oberpullendorf District واقع شده‌است.

## خصوصیات
دراسمارکت ۱٬۳۹۸ نفر جمعیت دارد.